# 440-talet

## Händelser
- 440 - Norra Kina är enat under Norra Wei.
- 447 - Hunnerna under Attila möter romarna i de oavgjorda slaget vid Utus, varpå hunnerna invaderar Balkan fram till Thermopyle.
- 447 - Jordbävningar ödelägger det mesta av Konstantinopels stadsmurar, vilka dock återuppbyggs inom sextio dagar.
- 447 - Det första engelska kungariket i Britannien skapas, när Vortigern ger Thanet i Kent till den saxiske ledaren Hengist.
- 447 - Den första anteckningen i Annales Cambriæ handlar om detta år.

## Födda
- 440 - Bodhidharma, legendarisk buddhistisk munk.

## Avlidna
- 19 augusti 440 – Sixtus III, påve.